# 43.M Turán III
43M Turan III – węgierski czołg z okresu II wojny światowej, modyfikacja czołgu 41M Turán II z niemiecką armatą 7,5 cm KwK 40, co wymusiło modyfikację wieży. Powstało jedynie kilka egzemplarzy.